# Willem Herman Hubrecht
Willem Herman Hubrecht  (Leiden, 16 juni 1839 - Haarlem, 10 april 1888) was een Nederlands waterbouwkundig ingenieur. Hij werkte in verschillende functies bij de waterstaat. Hij was vanaf 1867 belast met rijks- en provinciale waterstaatstaken in Utrecht en vanaf 1887 ook in Noord-Holland.  

## Opleiding en eerste werkkringen
Hij studeerde van 1857 tot zijn afstuderen als civiel ingenieur in 1861 aan de Koninklijke Akademie te Delft. Na het vergelijkend examen van 1861 werd hij benoemd tot surnumerair van de Waterstaat en toegevoegd aan de inspecteur Frederik Willem Conrad. Odin 1873 werd geplaatst bij Pieter Caland bij de werken aan de Nieuwe Waterweg. Later in 1863 kreeg hij zijn aanstelling als aspirant ingenieur en hij werd in 1866 geplaatst in Den Haag bij ververvaardiging van de Waterstaatskaart.

## Roodvoet

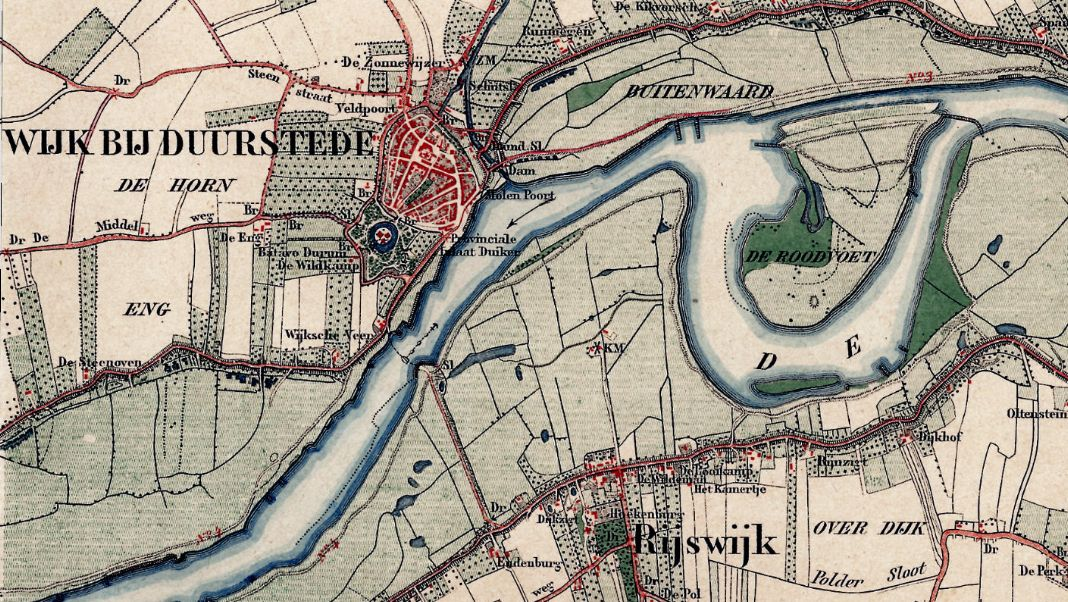
Bochtafsnijding Roodvoet (Lek-Nederrijn) 1872

Na zijn bevordering tot ingenieur 2e klasse in het voorjaar van 1867 werd hij in oktober van dat jaar geplaatst als arrondissementsingenieur in Utrecht. Hij was verantwoordelijk voor de gehele provincie en voor het stuk van de Nederrijn. In 1868 werd de doorsnijding van de Roodvoet, boven Wijk bij Duurstede, door het parlement geaccordeerd. Hierdoor zou de rivier met twee kilometers verkort worden. Hubrecht leidde de gehele uitvoering. Het werk was in 1874 gereed. Bij dit werk werkte hij samen met Willem van Reede van Oudtshoorn, die verantwoordelijk was voor de waterpassingen.

## Zuid-Holland
Na afloop van het werk in de provincie Utrecht werd hij overgeplaatst naar Den Haag waar hij verantwoordelijk werd voor het noordelijk deel van de provincie Zuid-Holland. In 1875 vervielen zijn provinciale taken, maar kreeg hij het arrondissement Gorinchem erbij. In dit arrondissement heeft Hubrecht 13 jaar gewerkt, hij heeft de hoogwaters van 1876, 1880, 1882 en 1883 meegemaakt, telkens gestationeerd te Gorinchem. In 1876 is hij bevorderd tot ingenieur 1e klasse.

## Zwolse Diep

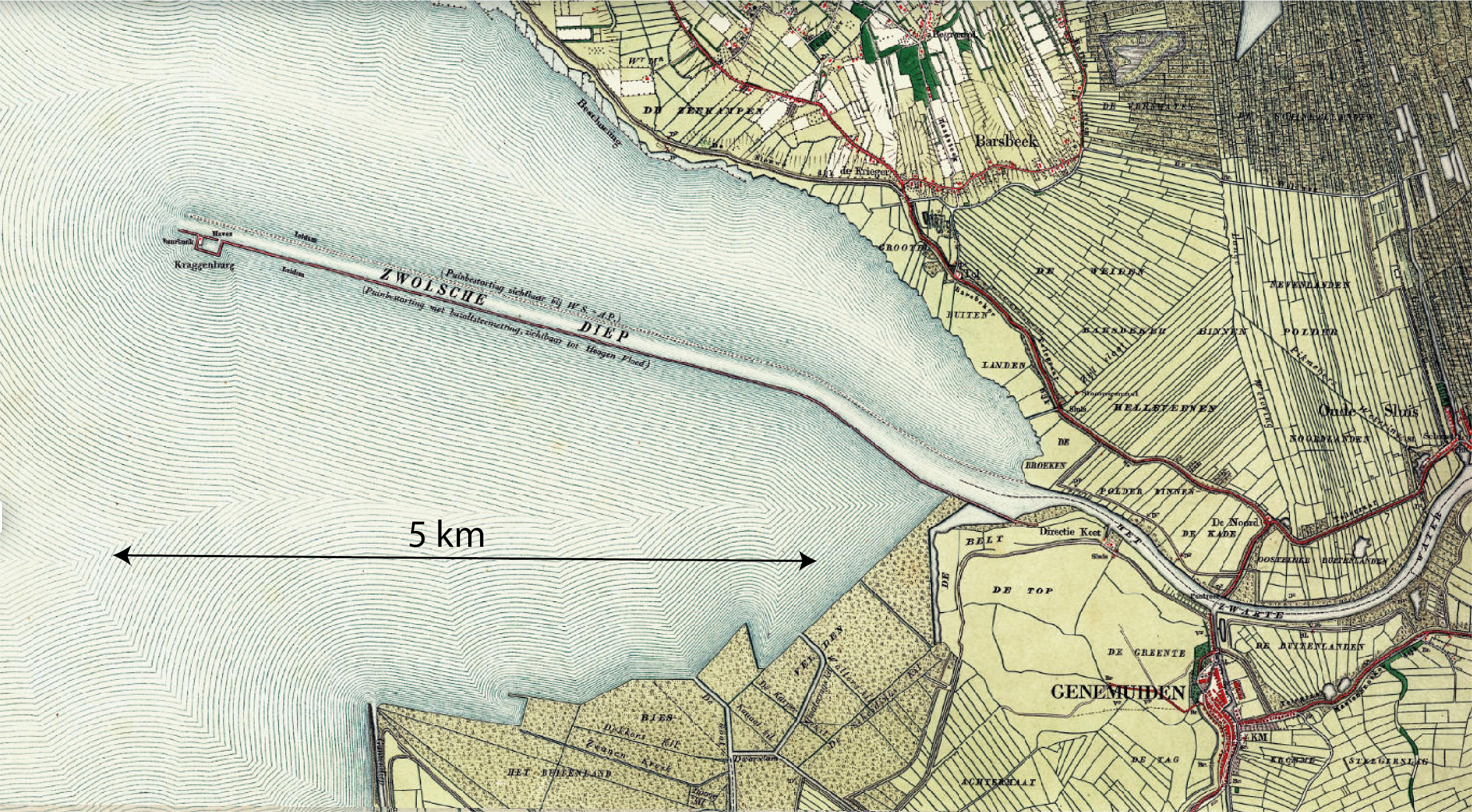
Locatie van het Zwolse Diep en Kraggenburg vanaf 1850 tot ca 1930

Er was al jaren gedoe over het Zwolse Diep, wat zelfs in 1856 tot een parlementaire enquête hierover geleid had. De minister  (Tak van Poortvliet) ontbood Hubrecht in 1878 en vroeg hem wat hij van het Zwolse Diep wist. ‘Alleen dat het bij Zwolle ligt.’  Voor de minister was dit een zeer bevredigend antwoord, omdat hij iemand zocht die met een frisse blik naar deze problemen zou kunnen kijken. Hij werd dan ook tot secretaris van de commissie benoemd, de Staatscommissie onderzoek naar de tegenwoordige toestand van het Zwolsche Diep. Hij deed dit werk in overleg met zijn vriend W.F. Leemans, die eigenlijk door de aanstelling van Hubrecht voor deze functie gepasseerd werd. De commissie kwam in 1879 met haar eindrapport. Het voorstel, met name van het commissielid Rose was om de noordelijke dam wat naar het noorden te verplaatsen, waardoor er meer mogelijkheid was voor de zeilvaart om te laveren. Een minderheid van de commissie, onder leiding van Van der Toorn vond het beter om de bestaande toestand te handhaven. Dit voorstel is niet uitgevoerd, men heeft met wat baggerwerk het grootste probleem verholpen. 
In november 1887 werd hij waarnemend hoofdingenieur in Haarlem en in 1888 effectief hoofdingenieur.

## Overige functies
Hij maakte deel uit van de eerste commissie voor de verbetering van de Keulsche vaart, van die ter beoordeling van het ontwerp van Jan Abel Adriaan Waldorp voor een verbinding van Amsterdam met de Rijn en met Rotterdam. Ook was hij lid van de commissie tot onderzoek van de vereisten voor een haven te Scheveningen.
Hij was vanaf 1878 tot zijn overlijden lid van het bestuur van het Koninklijk Instituut van Ingenieurs, meestal als penningmeester. Tot zijn overlijden was hij ook commissaris van de weduwenfondsen van ingenieurs en opzichters van de Waterstaat. 

## Privé
Hij was de zoon van mr. Pieter Glaudius Hubrecht  (burgemeester van Leiderdorp) en Abrahamine Arnolda Louise Steenlack. Beide ouders woonden aan het Rapenburg te Leiden. Hij trouwde op 10 september 1862 te Delft met  Catharina Henrietta Femmina Jansen. Zij overleed in 1866.  Hij hertrouwde op 9 augustus 1867 te Amsterdam met Catharina Jeanne Bienfait.
Hij had van jongs af aan een zwakke gezondheid, maar dacht op latere leeftijd dat hij die problemen overwonnen had. Helaas was dat niet zo, tijdens een dienstreis naar IJmuiden in april 1888 liep hij een longontsteking op, waaraan hij enkele dagen later overleed. Volgens Ramaer was hij een kalm en gemoedelijk mens.  
- Biografisch Portaal: 64996096